# Willi Wirth
Willi Wirth (ur. 15 września 1938, zm. 23 maja 2022 w Oberwiesenthal) – niemiecki skoczek narciarski i kombinator norweski startujący w barwach Niemieckiej Republiki Demokratycznej, uczestnik Mistrzostw Świata w Narciarstwie Klasycznym 1962 w Zakopanem.
W 1962 w konkursie o mistrzostwo świata na skoczni K-60 zajął 29. miejsce.
W latach 1958–1962 startował w konkursach Turnieju Czterech Skoczni. Pięciokrotnie plasował się w pierwszej dwudziestce zawodów, a najwyższe miejsce zajął 1 stycznia 1961 w Garmisch-Partenkirchen, gdzie był jedenasty. Trzynaste miejsce zajął pięć dni później w Innsbrucku, a 8 stycznia 1961 w Bischofshofen był siedemnasty. Miejsca w dwudziestce zajął jeszcze 30 grudnia 1960 w Oberstdorfie i 6 stycznia 1962 w Bischofshofen (20. miejsca).

## Mistrzostwa świata
| Mistrzostwa    | Data           | Skocznia | Konkurs | Skok 1    | Skok 1 | Skok 2    | Skok 2 | Skok 3    | Skok 3 | Nota łączna | Miejsce | Strata | Zwycięzca    | Źródło |
| Mistrzostwa    | Data           | Skocznia | Konkurs | Odległość | Nota   | Odległość | Nota   | Odległość | Nota   | Nota łączna | Miejsce | Strata | Zwycięzca    | Źródło |
| -------------- | -------------- | -------- | ------- | --------- | ------ | --------- | ------ | --------- | ------ | ----------- | ------- | ------ | ------------ | ------ |
| 1962, Zakopane | 21 lutego 1962 | normalna | ind.    | 61,5      | 96,7   | 64,0      | 98,6   | 62,0      | 92,3   | 195,8       | 29.     | 28,3   | Toralf Engan | [ 2 ]  |